# Facultad de Psicología (Universidad Nacional Mayor de San Marcos)
La Facultad de Psicología de la Universidad Nacional Mayor de San Marcos (siglas: FPSI-UNMSM) es una de las veinte facultades que conforman dicha universidad. En la actualidad forma parte, dentro de la organización de la universidad, del área de Ciencias de la Salud. Cuenta con las Escuelas académico-profesionales de Psicología, y de Psicología del trabajo y de las organizaciones y de Gestión Humana, las cuales brindan tanto estudios de pregrado como de posgrado en diversas especialidades. El pabellón principal de la facultad se ubica dentro de la Ciudad Universitaria de la Universidad Nacional Mayor de San Marcos, en Lima, Perú.
Las primeras cátedras de estudios de psicología en la Universidad de San Marcos, acontecidas a principios del siglo XX, son el origen directo de los estudios universitarios de psicología en el Perú. Sin embargo, no es hasta 1955 que estos estudios se oficializan mediante la creación de la Sección de Psicología. Posteriormente en 1963 se constituiría el Departamento Académico de Psicología. Finalmente el 15 de diciembre de 1988 se crea oficialmente la Facultad de Psicología de la Universidad de San Marcos, siendo la primera del Perú. Desde diciembre de 2013 cuenta, como facultad, con acreditación internacional que certifica su calidad académica y administrativa. Dentro del ámbito de las universidades públicas, es actualmente la facultad con los psicólogos egresados jóvenes mejor remunerados del país.
La Universidad de San Marcos ha tenido como alumnos y catedráticos a destacados psicólogos, tales como: Walter Blumenfeld, psicólogo experimental alemán que introdujo el estudio científico de la psicología en la Universidad de San Marcos y así en el Perú; Luis Estrada de los Ríos, primer psicólogo peruano e investigador; Leopoldo Chiappo, psicólogo y educador; Raúl González Moreyra, psicólogo e investigador; y Liliana Mayo, psicóloga fundadora del Centro Ann Sullivan del Perú; entre muchos otros.

## Historia

### Cátedras de Psicología
Las primeras cátedras relacionadas con la psicología fueron lideradas por el médico Hipólito Unanue hacia 1815. Posterior a ello, a inicios del siglo XX y posterior a su estancia de posgrado en la Universidad de Harvard, el filósofo sanmarquino Pedro Zulen expuso y difundió las ideas de John B. Watson, el conductismo y la Gestalt en el Perú.
El desarrollo de la psicología en el Perú tuvo un primer antecedente en una tendencia filosófica que abogaba por una psicología espiritualista. Destacó en este ámbito Honorio Delgado, psiquiatra impulsor del psicoanálisis tanto en el Perú como Latinoamérica (postura de la cual se vuelve crítico a partir de 1939). Delgado se desempeñó como decano de la Facultad de Medicina "San Fernando" y posteriormente como rector y fundador de la Universidad Peruana Cayetano Heredia. Dirigió además importantes publicaciones tales como la Revista de Psiquiatría y Disciplinas Conexas entre 1918 y 1924 junto a Hermilio Valdizán, desde donde da a conocer el Test de Rorschach y la obra de teóricos alemanes entre los que se encontraban Eduard Spranger y Ernst Kretschmer; así como la Revista de Neuro Psiquiatría, creada en 1937 en colaboración con Julio Óscar Trelles Montes. En suma, dicha primera tendencia filosófica hacia la psicología espiritualista se puede identificar en la formación brindada en los claustros sanmarquinos hacia mediados de la década de 1940:

«El año de 1945, fecha en que ingresé a la facultad de Letras de la Universidad Nacional Mayor de San Marcos, de Lima, la Psicología no se ofrecía como carrera profesional. El departamento de Filosofía consideraba en su currículo de estudios asignaturas de filosofía y psicología, aunque primaban los cursos de filosofía [...] La orientación psicológica que dominaba en San Marcos correspondía a aquella que la conceptuaba como un sector de la filosofía, cuyo objeto era el estudio de la vida psíquica, o de la realidad y esencia del psiquismo humano. A la manera de W. Dilthey, era una ciencia del espíritu, siendo su función “comprender” la actividad anímica, antes que “explicarla”, puesto que la explicación corresponde a las ciencias naturales.»
Reynaldo Alarcón Napurí, recuperado de José Livia (2014).

### Sección de Psicología

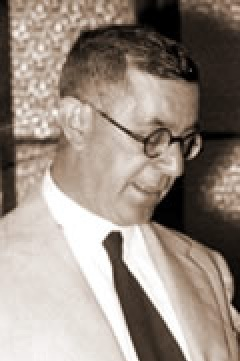
Walter Blumenfeld, psicólogo alemán que introdujo el estudio científico de la psicología en la Universidad Nacional Mayor de San Marcos y así en el Perú.

El desarrollo de la Facultad de Psicología de la Universidad Nacional Mayor de San Marcos tiene su primer antecedente en la Sección de Psicología, creada el 27 de abril de 1955 como parte del Instituto de Filosofía y Psicología de la Facultad de Letras de la Casona de San Marcos, tomando como base la solicitud y plan de estudios presentado por el filósofo sanmarquino Francisco Alarco. Su primer director fue el filósofo y abogado Francisco Miró Quesada Cantuarias. Con la creación de dicha sección se oficializaron los estudios de psicología que se venían desarrollando en la universidad desde inicios del siglo XX, así también marcó el inicio de la formación de psicólogos profesionales en el Perú. Previamente, en 1954, la iniciativa de profesores universitarios había fundado la Sociedad Peruana de Psicología. Dos años después, en 1957, el pedagogo y psiquiatra Luis Aquiles Guerra creó el primer Consultorio Psicológico de la Universidad de San Marcos (considerado como uno de los más antiguos en Latinoamérica), el mismo que funcionaba como un servicio de proyección social destinado a atender a personas con bajos recursos económicos. En suma, las características de los estudios que se brindaban en dicha casa de estudios son señaladas a continuación:

«El plan de estudios comprendía dos años de cultura general, tres de asignaturas especializadas y uno de prácticas pre-profesionales supervisadas, en clínicas psiquiátricas y colegios. La mayor parte de cursos eran ofrecidos por la Sección de Psicología, otros eran tomados en las Facultades de Educación, Medicina e Institutos de la misma Facultad de Letras. [...] Hacia 1959, la Sección de Psicología estaba integrada por las siguientes cátedras: Psicología General (José Russo, Reynaldo Alarcón), Historia de la Psicología (Gustavo Saco), Introducción a la Psicología Experimental (Modesto Rodríguez), Psicología Experimental, curso avanzado (Walter Blumenfeld), Psicología Social (Gustavo Saco), Teoría de la Personalidad y Caracterología (Enrique Solari), Orientación Psicológica (Luis A. Guerra), Psicopatología (Luis A. Guerra), Diagnóstico Psicológico, 1º y 2º curso (Leopoldo Chiappo)».
Reynaldo Alarcón Napurí

Inicialmente la docencia recayó en los catedráticos de filosofía, posteriormente se fue incorporando a médicos, psiquiatras y neurólogos. Los cursos eran anuales. Durante este periodo inicial destacó el psicólogo alemán Walter Blumenfeld, quien arribó al Perú en 1935 y dirigió el Instituto de Psicología y Psicotecnia de la Facultad de Letras de la Universidad de San Marcos. Blumenfeld desarrolló investigaciones en torno a la medición del comportamiento y a los principios de la psicología de la Gestalt. Dicho acercamiento experimental promovió además una visión científica de la psicología frente a las tradicionales posturas fenomenológicas que predominaban en las cátedras sanmarquinas desde las primeras décadas del siglo XX. Al momento del inicio de actividades de la Sección de Psicología existía un clima propicio para su desarrollo, debido principalmente a que profesionales de otras disciplinas ya habían llegado al consenso necesario de que la disciplina debería desarrollarse independientemente fuera de otros departamentos (principalmente de medicina y letras), y también porque en el año 1950 se promovió la creación de departamentos de psicopedagogía en los colegios secundarios públicos del Perú. Asimismo, en 1955 se creó en la Facultad de Educación de San Marcos el Instituto de Psicopedagogía, el cual fue dirigido por Blumenfeld; algunos temas desarrollados por sus miembros incluyeron la personalidad y el ajuste, las variables cognitivas, el uso de los test colectivos e intereses vocacionales. A dicho escenario se sumó la entonces reconocida posibilidad de una formación en un variado número de especialidades al interior de la Universidad de San Marcos.
El primer título profesional fue otorgado a Luis Estrada de los Ríos en el año 1962, es decir ocho años después de haber sido fundada la sección.

### Departamento de Psicología

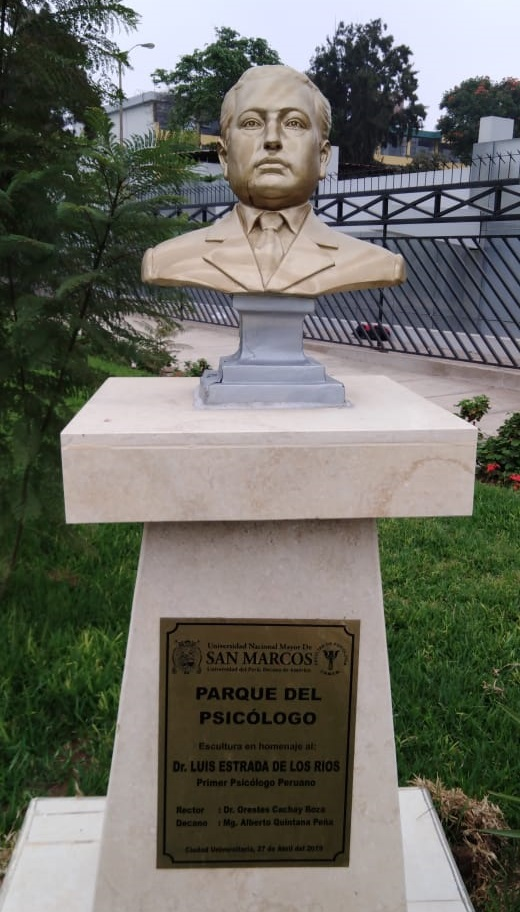
Busto de Luis Estrada de los Ríos, destacado sanmarquino y primer psicólogo peruano, en la entrada de la facultad.

El año 1963 se creó el Departamento de Psicología, gracias a las gestiones de Gustavo Saco, entonces jefe de la sección y luego primer director del departamento, asimismo del Centro de Estudiantes de Psicología. En ese entonces el Decano de la Facultad de Letras era Jorge Puccinelli, y el Rector de la Universidad Nacional Mayor de San Marcos fue Luis Alberto Sánchez Sánchez.
Los cursos seguían siendo anuales, sin embargo, se enriqueció la formación con la introducción de cursos orientados a fortalecer el quehacer evaluativo del psicólogo. Entre los cursos introducidos se encontraban los siguientes: Técnicas de Entrevista y Observación, Pruebas de Inteligencia y Aptitud, Psicología Dinámica, Pruebas de Personalidad, y Metodología de la Investigación Psicológica. Una mirada sobre el cambio curricular en esta época es ofrecida en la siguiente cita:

«La reforma del currículum de entrenamiento de psicólogos, que se puso en marcha en 1969, tenía un claro énfasis hacia las corrientes objetivistas, especialmente neoconductista; diversificado y enriquecido con nuevas asignaturas, ofrecía mayor margen de especialización en las principales áreas de la psicología aplicada. De 19 asignaturas que se ofrecían hasta 1968 se elevaron a 34, superando en número a los cursos de orientación clínica. Igualmente, se inauguraron nuevos centros de prácticas, a los tradicionales centros psiquiátricos, se sumaron servicios psicológicos de escuelas, industrias, oficinas gubernamentales, etc. Muchos de nuestros practicantes resultaron a la postre pioneros de algunos nuevos campos de trabajo».
Reynaldo Alarcón Napurí

Destacó también durante la década del sesenta Carlos Alberto Seguín, introductor del psicoanálisis en el Perú y quien desarrolló además espacios de investigación a través de la cátedra que dirigía en la Facultad de Medicina "San Fernando" y en el Hospital Obrero de Lima (hoy "Hospital Guillermo Almenara Irigoyen") mediante su Servicio de Psiquiatría. El año 1969 se produce un cambio en la organización de las universidades debido a una nueva ley universitaria promulgada por el gobierno militar presidido por Juan Velasco Alvarado. Con esta ley desaparecieron las facultades y se crearon los programas académicos, cuyas funciones eran asumidas por los departamentos ya existentes. Esto se mantuvo hasta el año 1983, cuando se promulgó una nueva ley universitaria en el gobierno democrático de Fernando Belaúnde Terry y las universidades peruanas volvieron al sistema de facultades y departamentos.

### Facultad de Psicología

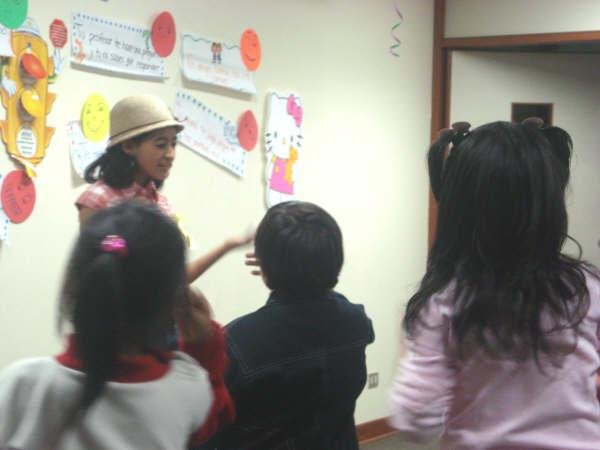
Estudiante de psicología brindando un taller a estudiantes de primaria en la Facultad de Psicología de la Universidad de San Marcos, en 2008.

El 15 de diciembre de 1988 se creó la Facultad de Psicología mediante un acuerdo de la Asamblea Universitaria, con el objetivo de profundizar en la disciplina y lograr autonomía respecto a otras áreas académicas. La creación de la facultad se dio mediante la siguiente resolución rectoral:

«Vistas las mociones presentadas a la Asamblea Universitaria solicitando la creación de las Facultades de Psicología, [...]; visto asimismo el informe de la Comisión de la Asamblea Universitaria encargada de elaborar criterios evaluativos para constituir una Facultad, así como para estudiar y emitir informe sobre los proyectos de creación de Facultades de Psicología, [...]; considerando que los proyectos para constituirse en Facultad de las Escuelas Académico Profesionales de Psicología, [...], cumplen con los requisitos establecidos; y, estando al art. 78 inc. h) del Estatuto de la Universidad, al informe de la Comisión de la Asamblea Universitaria y a lo acordado por la Asamblea Universitaria en sesión del 7 de diciembre de 1988; se resuelve: 1. Crear las siguientes facultades de la Universidad Nacional Mayor de San Marcos: Facultad de Psicología. Escuela Académico Profesional de Psicología. [...] 2. Modificar en la siguiente forma el art. 38 del Estatuto de la Universidad, por el cual se crea las Facultades en la Universidad nacional Mayor de San Marcos: a) 17. Facultad de Psicología. Escuela Académico Profesional de Psicología. [...] b) Suprimir la Escuela Académico Profesional de Psicología de la Facultad de Letras y Ciencias Humanas. [...]».
Asamblea Universitaria de la Universidad Nacional Mayor de San Marcos

Si bien la Facultad de Psicología se creó oficialmente en 1988, esta se ubicó por muchos años en el tercer piso del pabellón de la Facultad de Letras y Ciencias Humanas, y no fue sino hasta el año 2005 que se muda al actual pabellón independiente ubicado en la zona norte de la Ciudad Universitaria. El actual pabellón cuenta con aulas equipadas con equipos multimedia, laboratorios especializados, un moderno auditorio, una biblioteca especializada, así como locales para las áreas de investigación y de proyección social. En 2013 se inauguró una nueva sección del pabellón, la cual correspondió al nuevo pabellón del consultorio psicológico de San Marcos (COPSI). En ese mismo año, la facultad obtuvo una acreditación internacional, como certificación su calidad académica y administrativa. En el 2016, con la nueva ley universitaria, se realizan las primeras elecciones por voto universal y secreto; siendo elegido el magíster Alberto Loharte Quintana Peña para el periodo 2016-2020. En el 2018, el SUNEDU le otorga el licenciamiento institucional por cinco años a la UNMSM. En 2019, con motivo de las celebraciones por los 64 años de la carrera de psicología en el Perú, se inauguró el parque del Psicólogo en los exteriores de la facultad, el cual incluyó un busto en homenaje a Luis Estrada de los Ríos. En su devenir la facultad, por acuerdos de consejos de facultad reconoce a doctores y profesores honorarios; y por ser investigadores RENACYT en el grado María Rostworowski según el Consejo Nacional de Ciencia, Tecnología e Innovación Tecnológica (CONCYTEC) del Perú y por su visibilidad científica registrada en Google Académico, reconoce a sus docentes investigadores destacados.

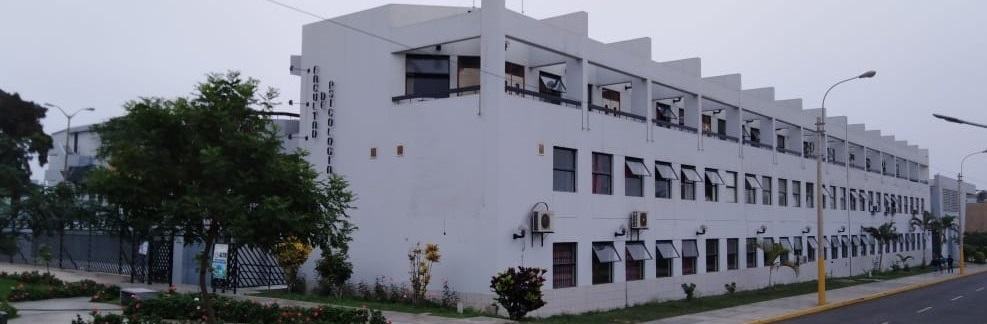
Vista lateral del pabellón de la Facultad de Psicología de la Universidad Nacional Mayor de San Marcos.

## Organización

### Gobierno
| Número | Decano(a)                       | Período   |
| ------ | ------------------------------- | --------- |
| 1.º    | Nelly Ugarriza Chávez           | 1989-1995 |
| 2.º    | Edmundo Beteta Pacheco          | 1995-1998 |
| 3.º    | Carlos Ponce Díaz               | 1998-2001 |
| 4.º    | Alejandro Loli Pineda           | 2001-2004 |
| 5.º    | Lupe García Ampudia             | 2004-2007 |
| 6.º    | César Sarria Joya               | 2007-2010 |
| 7.º    | Lupe García Ampudia             | 2010-2013 |
| 8.º    | Nicolás Medina Curi             | 2013-2016 |
| 9.º    | Alberto Loharte Quintana Peña   | 2016-2020 |
| 10.º   | Diego Oswaldo Orellana Manrique | 2021-2024 |

La Facultad de Psicología está organizada en las siguientes instancias:
- Decanato: Según los estatutos de la Universidad Nacional Mayor de San Marcos, la máxima autoridad dentro de la facultad es el decano. Este tiene como función principal: «La dirección de esta, dentro de las políticas universitarias que determinen los órganos superiores». Por obligación el Decano debe ser un catedrático que tenga la categoría de titular; la duración del cargo es de tres años, pudiendo ser reelegido por un segundo periodo no consecutivo. Diego Oswaldo Orellana Manrique ejerce como decano de la facultad para el periodo 2021-2024.[25][26]
- Consejo de Facultad: Según los estatutos de la universidad, le corresponde definir las políticas de desarrollo académico e institucional siguiendo los lineamientos y estrategias emanados de la Asamblea Universitaria y el Consejo Universitario. Lo conforma el decano, que lo preside, además de los directores de Escuela, profesores titulares y el tercio estudiantil.
- Dirección Académica: Según los estatutos universitarios, está encargada de brindar asistencia y apoyo académico a la facultad. También está encargada de coordinar y dirigir todas las actividades de comunicación e información del decanato y el Consejo de Facultad hacia la comunidad de la Universidad Nacional Mayor de San Marcos. A la fecha se desempeña como directora académica, Rosa Elena Huerta Rosales.[27]
- Direcciones de Escuelas: De acuerdo con el artículo 13.º del Estatuto Universitario, las Escuelas Profesionales (siglas: EP) de Psicología son las unidades de la facultad encargadas de la formación de los estudiantes que cursan la carrera de psicología y la carrera de Psicología del trabajo y de las organizaciones y de gestión humana, tanto a nivel pregrado como posgrado. Tiene entre sus funciones principales elaborar, coordinar y ejecutar los currículos (plan) de estudios. Carmen Leni Álvarez Taco se desempeña como directora de la EP de Psicología, mientras que la directora de la EP de Psicología Organizacional y de la Gestión Humana es Mildred Teresa Paredes Tarazona.[28]
- Dirección Administrativa: Desarrolla acciones coordinadas que conducen a la optimización de los procesos académico-administrativos de la facultad, con el objetivo de mejorar la calidad de servicios. Administra los recursos económicos y realiza las acciones necesarias para la adquisición de bienes y servicios. Ejerce como director administrativo Walter Contreras Mendoza.[29]

### Estudios académico-profesionales
La Facultad de Psicología brinda estudios de pregrado y de posgrado, los cuales se describen más detenidamente a continuación:

#### Pregrado

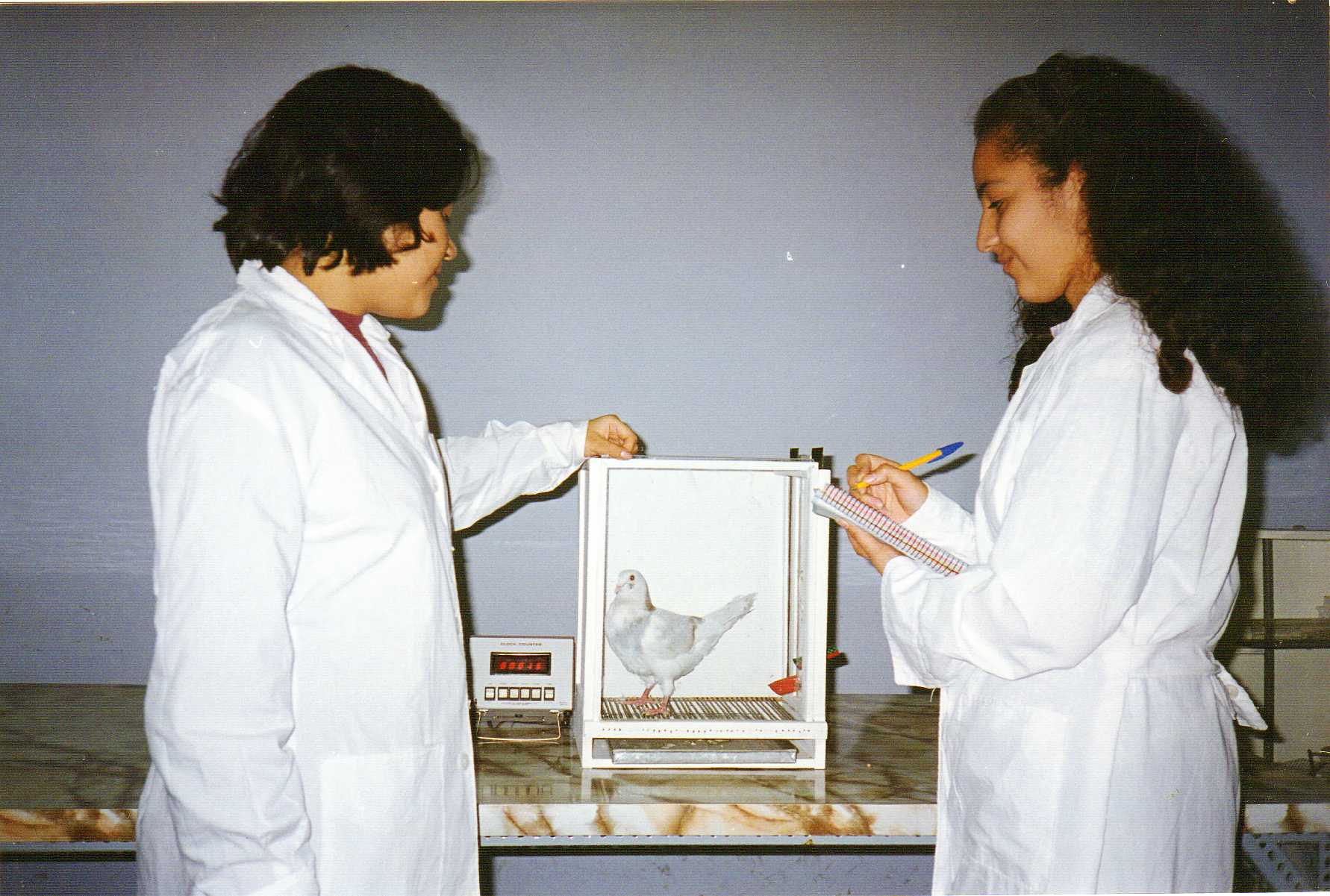
Estudiantes utilizando una Caja de Skinner en el antiguo laboratorio de psicología experimental, en 1999.

A nivel de estudios de pregrado la facultad cuenta con las siguientes dos escuelas profesionales:
- Escuela Profesional de Psicología: El plan de estudios dura cinco años, desarrollándose los cuatro primeros (ocho primeros ciclos) mayormente en la facultad, y siendo el último año (los dos últimos ciclos) de prácticas pre-profesionales (internado).[30] La escuela permite especializarse en una de las siguientes áreas: clínica, educacional, o social-comunitaria. Concluidos satisfactoriamente los cinco años de estudio y tras haber obtenido una nota aprobatoria en la presentación de un trabajo de investigación,[31] se obtiene el grado de bachiller en Psicología. El título profesional de psicólogo es equivalente al de licenciado en psicología,[32] el cual se puede obtener bajo las siguientes modalidades: sustentación de tesis, aprobación de un trabajo de suficiencia profesional u otra modalidad dispuesta por la Facultad.[31]
- Escuela Profesional de Psicología Organizacional y de Gestión Humana: El plan de estudios dura cinco años, divididos en un año de estudios generales y cuatro años de cursos correspondientes a la carrera profesional (especialidad); se incluye en este último el desarrollo de prácticas pre-profesionales durante el décimo ciclo.[33] Concluidos satisfactoriamente los cinco años de estudio y tras haber obtenido una nota aprobatoria en la presentación de un trabajo de investigación,[31] se obtiene el grado de bachiller en Psicología Organizacional y de la Gestión Humana. El título profesional de Psicólogo Organizacional y de la Gestión Humana equivale a la licenciatura[34] y se puede obtener bajo las siguientes modalidades: sustentación de tesis, aprobación de un trabajo de suficiencia profesional u otra modalidad dispuesta por la Facultad.[31][35]

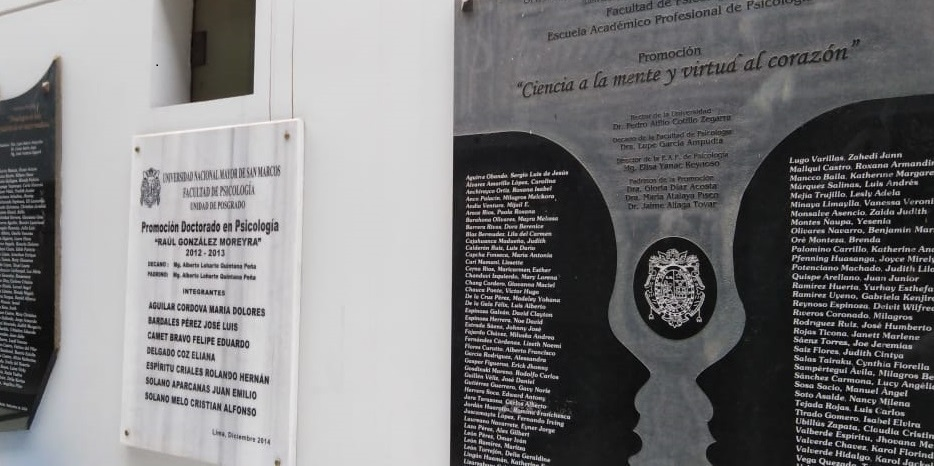
Placas conmemorativas de promociones de graduados en el pabellón principal de la Facultad de Psicología de la Universidad de San Marcos.

Para ambas escuelas la facultad ofrece un plan de currículo flexible, en el que los alumnos pueden postular, mediante un sistema de ranking, a las asignaturas y profesores correspondientes, siempre y cuando se cumpla con las condiciones establecidas por la programación académica. Los diferentes cursos se clasifican en obligatorios y electivos. Los mayoría otorga cuatro créditos, habiendo algunos que dan tres créditos y otros que otorgan seis. Para tener la calidad de egresado se debe cumplir un máximo total de 300 créditos, que se dividen en 250 para los cursos obligatorios generales y 50 para cursos obligatorios y optativos según especialidad.

#### Postgrado
La facultad ofrece diversos programas de posgrado, entre ellos destaca su programa de Maestría en Psicología (con menciones en Psicología educacional, Psicología clínica, Psicología de la salud, Psicoterapia psicoanalítica, y Psicología organizacional). El programa de maestría es de dos años, que incluye cursos, seminarios, tutorías, un examen de calificación, una tesis y un examen de grado. También destaca el programa de doctorado en psicología, con una duración de dos años, uno habilitante y uno doctoral, que también incluye cursos, seminarios, tutorías, un examen de calificación, una tesis y un examen de grado. Además de los programas anteriores, también se brindan estudios de especializaciones y diplomados.

## Infraestructura y servicios
La Facultad de Psicología de la Universidad de San Marcos cuenta con un pabellón principal en la Ciudad Universitaria ubicada en Lima, Perú. Si bien cuenta con otros locales menores, en él desarrolla sus principales actividades académicas, de investigación, y administrativas. Cuenta con su biblioteca especializada, laboratorios, sala de cómputo, consultorios, etc.

### Bibliotecas

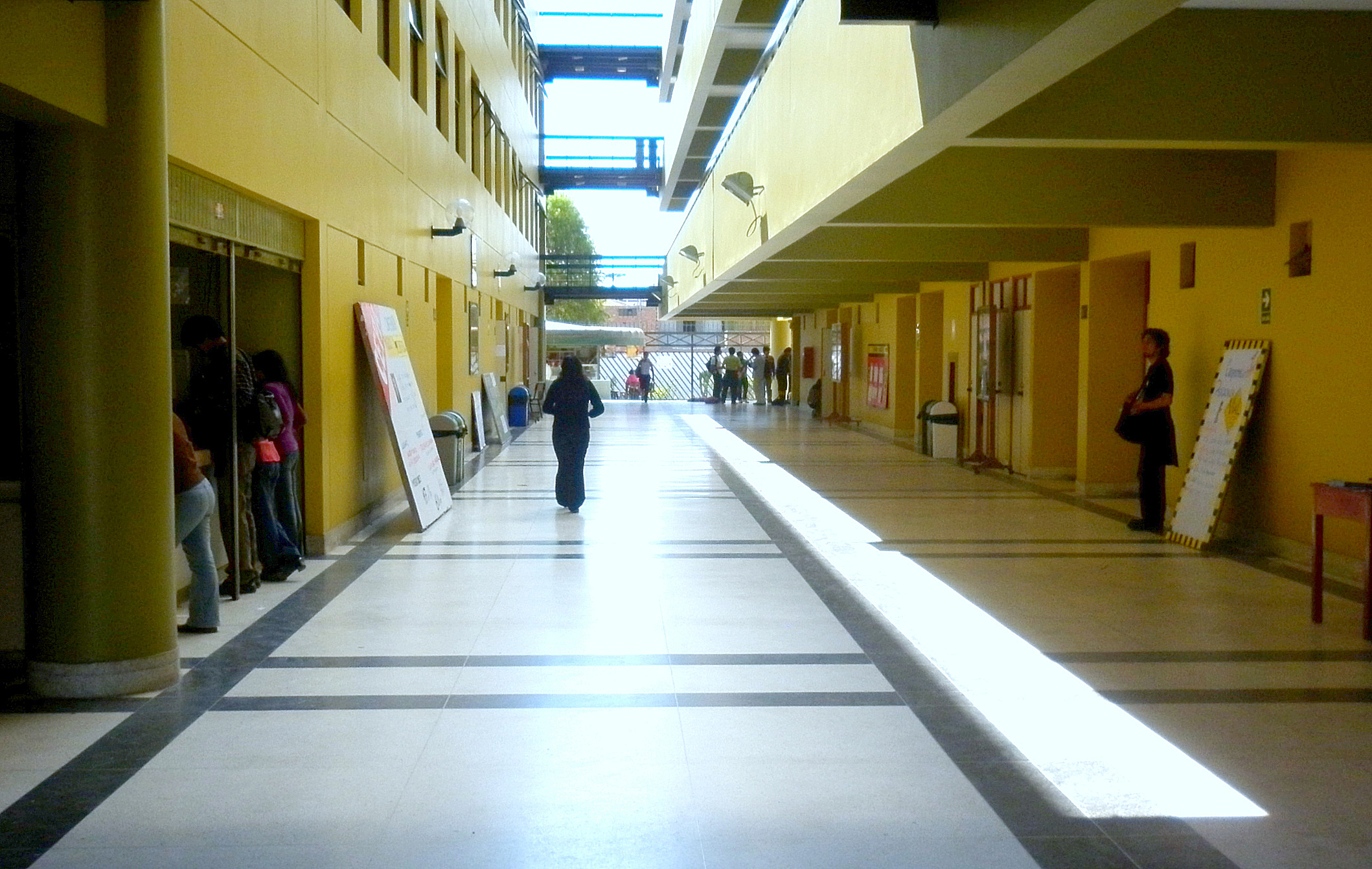
Vista interior del pabellón principal de la Facultad de Psicología de la Universidad de San Marcos. En él se ubican sus laboratorios, biblioteca, sala de cómputo, etc.

La Facultad de Psicología de la Universidad Nacional Mayor de San Marcos cuenta con su propia biblioteca especializada, interconectada a través del Sistema de Bibliotecas (siglas: SISBIB) con la Biblioteca Central «Pedro Zulen» de la Universidad de San Marcos. Esta unidad provee un apoyo esencial a la comunidad universitaria en el fomento del estudio, la docencia, y la investigación. La biblioteca cuenta con las siguientes áreas de servicio:
- Área de Textos y Colección General: Donde se pueden consultar libros y textos de investigación de la especialidad, además de otros sobre cultura.
- Área de Colecciones Especiales: La cual cuenta con la sección Hemeroteca o Sala de Publicaciones Periódicas, donde se puede realizar consulta de publicaciones periódicas nacionales y extranjeras relacionadas con la especialidad; y con la sección Obras de Referencia, donde se pueden consultar diccionarios, enciclopedias, almanaques, atlas, estadísticas, etc.
- Área de Tesis: Donde se puede realizar la lectura de tesis de pregrado y de posgrado, de la especialidad.

La biblioteca se ubica en el tercer piso del pabellón de la facultad. El horario de atención para los estudiantes de la facultad es de lunes a sábado; también brinda atención los lunes y miércoles a sanmarquinos de otras facultades, y los martes y jueves a estudiantes de otras universidades y público en general.

### Auditorios
La Facultad de Psicología cuenta con un moderno auditorio inaugurado en abril de 2015, el mismo que está destinado a albergar actividades tanto de tipo académico como culturales.

### Consultorio psicológico

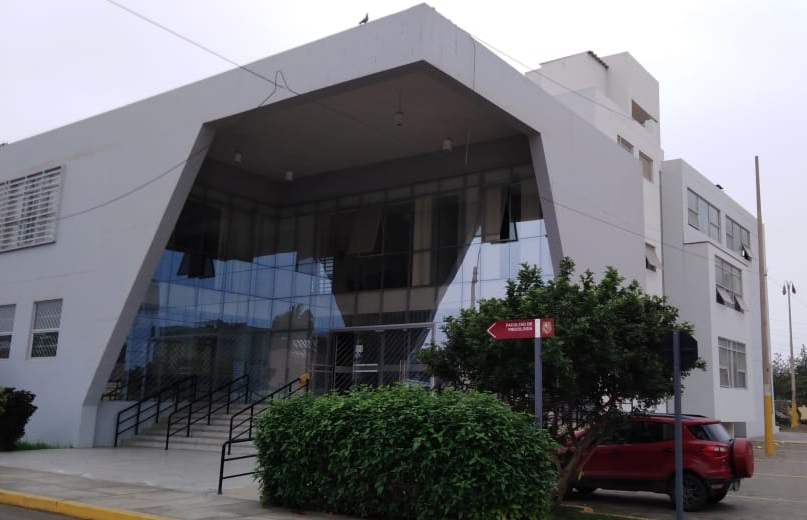
Clínica docente en la zona posterior de la Facultad de Psicología de la Universidad de San Marcos.

El Consultorio Psicológico (siglas: COPSI) de la Universidad Nacional Mayor de San Marcos fue fundado el 29 de octubre de 1957 por una junta de catedráticos de la universidad. En reunión solemne en la histórica Casona de San Marcos del parque Universitario se acogió la propuesta de crear un consultorio psicológico para prestar servicios a los alumnos de la universidad y con extensión a la comunidad. Luego de trasladarse por diferentes locales, en 1994 obtiene finalmente su local propio en el distrito de Breña, el cual cuenta con ocho consultorios individuales, un ambiente para el trabajo con alumnos de primaria, oficinas administrativas, oficinas para el CEUPS y un patio para trabajo de campo y exposiciones. El COPSI presta ayuda especializada en psicología clínica y de salud, psicología educacional, psicología social y en psicología organizacional. También se hace docencia a través de la capacitación y entrenamientos de internos de la especialidad, promueve la investigación epidemiológica en psicología de la salud, elabora programas preventivos promocionales sobre aspectos psicosociales de la comunidad, etc.

### Clínica docente
En mayo del 2013 se inauguró una nueva sección del pabellón, el cual corresponde a la Clínica Docente. En ella se desarrolla atención a pacientes (servicio asistencial), prevención y promoción de la salud psicológica. El espacio también permitirá que los alumnos realicen prácticas pre-profesionales al observar y relacionarse con los pacientes bajo la tutela de los docentes.
Cabe resaltar que los servicios de asistencia en salud son coordinados por la universidad y el Vicerrectorado Académico, la Facultad de Medicina San Fernando, la Clínica Universitaria, la propia Facultad de Psicología y el Ministerio de Salud (Perú). De esta manera, la asistencia brindada por la Facultad de Psicología a la comunidad universitaria es complementada con las labores llevadas a cabo por el primer centro de salud mental comunitario universitario, inaugurado en 2019 al interior de la Ciudad Universitaria de la Universidad Nacional Mayor de San Marcos y bajo la dirección del Ministerio de Salud. Este tiene como objetivo ofrecer servicios destinados al cuidado de la salud mental de los estudiantes universitarios y vecinos de la localidad; asimismo, está facultado para brindar atención ambulatoria especializada tanto a estudiantes con trastornos mentales como a aquellos que padecen de problemas psicosociales de mediana y alta complejidad. En el contexto de la pandemia por el COVID-19, fue creado en diciembre de 2020 el Comité de la Red de Salud Mental Universitaria (RESMU) con el fin de elaborar, ejecutar y supervisar el cumplimiento de las medidas respectivas en coordinación con el Centro Comunitario de Salud Mental Universitario (CECSMU). Entre las instancias universitarias que integran dicha red se encuentra el Consultorio Psicológico de la Facultad de Psicología.

## Investigación

### Institutos de investigación

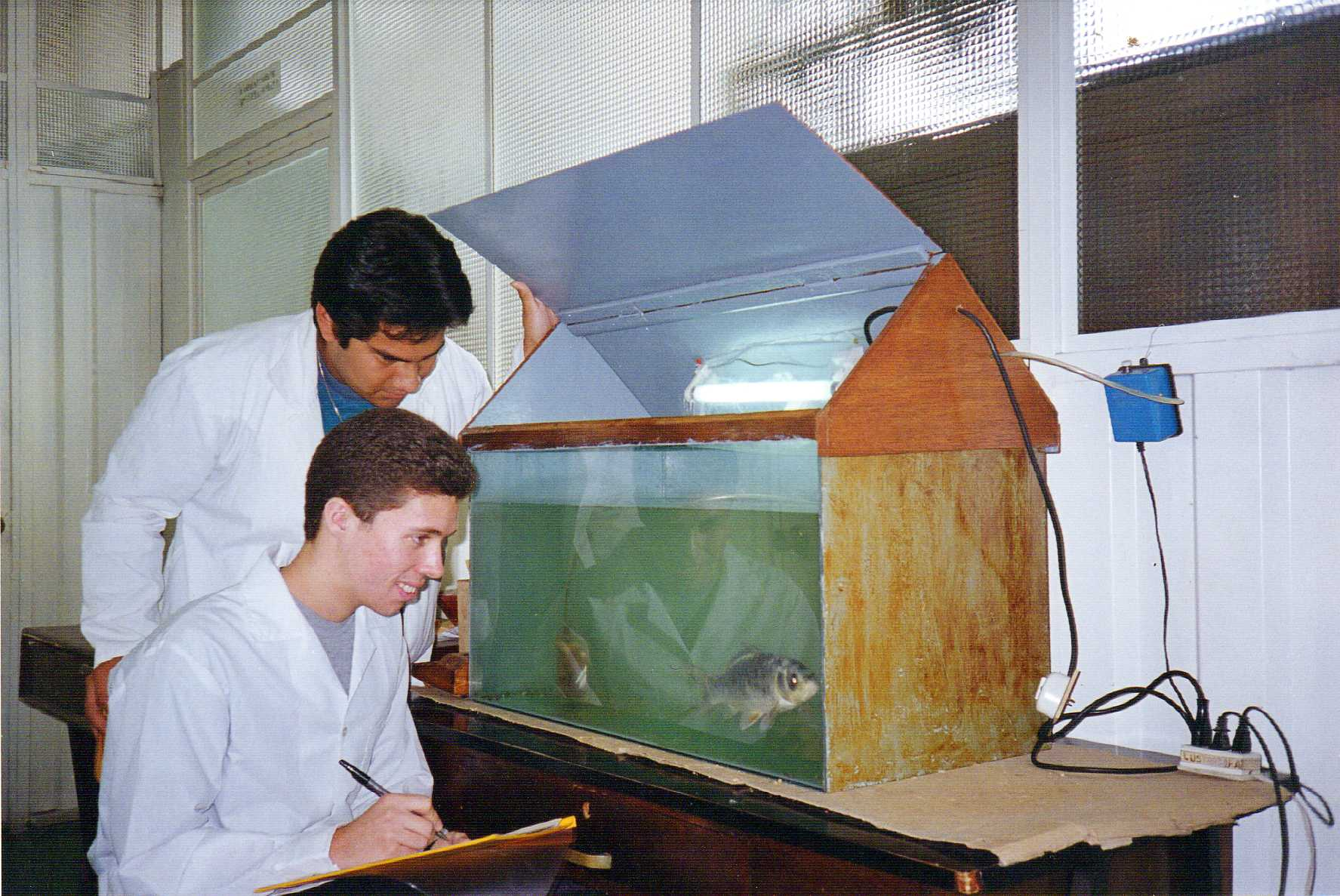
Experimento de discriminación visual con ejemplares de pez Carpa común (Cyprinus carpio), en el antiguo laboratorio de psicología experimental, en 1999.

El Instituto de Investigaciones Psicológicas (siglas: IIPSI) de la Universidad Nacional Mayor de San Marcos es la unidad de la Facultad de Psicología encargada de desarrollar las actividades de investigación en relación con el área de la Psicología. El IIPSI también promueve y supervisa los proyectos de investigación de los docentes y estudiantes de psicología de la Universidad de San Marcos. El IIPSI mantiene coordinación con el Vicerrectorado de Investigación, el Consejo Superior de Investigaciones de la universidad y con el Decanato de la facultad. El Consejo Superior de Investigación financia al año once proyectos evaluados y aprobados por una comisión de alto nivel en un riguroso concurso, así como la publicación de dos números anuales de la revista del Instituto de Investigaciones Psicológicas. La actual directora del IIPSI es Ana Esther Delgado Vásquez.

### Grupos de investigación
La facultad cuenta actualmente con los siguientes grupos de investigación:
- Calidad de vida laboral rumbo al bicentenario (CAVILA)
- Desarrollo humano y bienestar psicológico (DEHBIP)
- Desarrollo humano y psicología social (PSOCYDEH)
- Elaboración, adaptación y estandarización de instrumentos de medición psicológica (PSICOMET)
- In memoriam al maestro Pedro Ortiz Cabanillas (PEDROOC)
- Innova salud (INSALUD)
- Inteligencia, pensamiento y aprendizaje (APINTPEN)
- Núcleo de estudios sobre diálogo, sistematización e intercambio intercultural de saberes (NEDSIIS)
- Promoción del desarrollo infantil y aprendizaje (PROINFAN)
- Psicolingüística, cognición y neurociencias (PSICOGNE)
- Psicología clínica y de la salud con estudios de género (PSICOGEN)
- Psicología y salud (PSICOCIE)
- Psicología, sociedad, violencia y bienestar (PSISOVIB)
- Trastornos en el neurodesarrollo, discapacidad e inclusión (TRASNEDI)
- Vínculos interdependientes y contextos medio ambientales saludables en el trabajo (VINCTRAB)

### Laboratorios

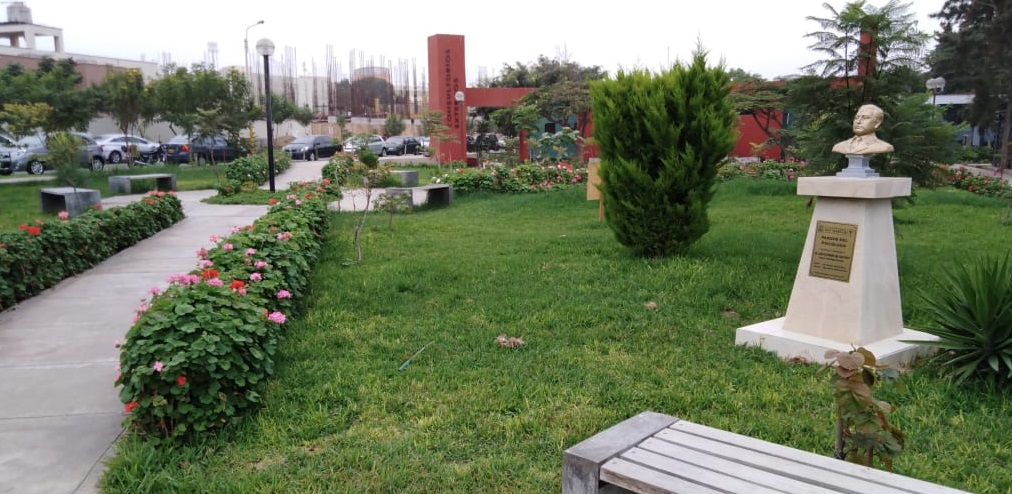
Parque del Psicólogo, ubicado en el frontis de la Facultad de Psicología de la Universidad de San Marcos.

La Facultad de Psicología cuenta con un total de siete laboratorios: Conducta Animal; Observación de Conducta Humana; Psicofisiología; Psicometría y Testoteca; Sensación, Percepción y Motricidad y Proceso Cognitivo. Además, cuenta con gabinetes tales como el de Psicopedagogía.
- Laboratorio de Psicología Experimental (siglas: LPE): El laboratorio de Psicología Experimental de la Universidad Nacional Mayor de San Marcos fue inaugurado el 17 de diciembre de 1993, siendo Decano Carlos Ponce Díaz y Rector Wilson Chávez Reátegui. El primer Laboratorio de Psicología Experimental de la Universidad de San Marcos fue fundado el 14 de noviembre de 1935 en la Facultad de Ciencias, es decir 58 años antes, siendo su primer director y fundador el psicólogo alemán Walter Blumenfeld; esta instancia funcionó en un local de la calle Velaochaga en el distrito de Lince, en la ciudad de Lima, Perú.

### Publicaciones científicas y académicas
La Facultad de Psicología expone sus principales investigaciones científicas en la publicación de la siguiente revista:
- Revista de Investigación en Psicología: revista semestral de su Instituto de Investigaciones Psicológicas, la cual se encuentra indexada en: SciELO Perú, BVS-Ulapsi, Dialnet, Latindex, etc. Las publicaciones se enfocan en estudios especializados que abarcan distintas especialidades de la psicología: clínica, social, educacional, organizacional, etc.[50] Adicionalmente, la Facultad de Psicología promueve y difunde las investigaciones y publicaciones que realizan sus docentes, investigadores, y estudiantes de forma individual.[51]